# Lumières Kinematograf i Gamla Stockholm

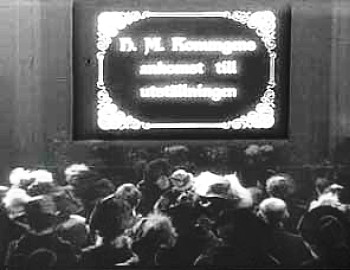
På kinematografen ges H. M. Konungens ankomst till utställningen med regi och foto av Alexandre Promio.

Lumières Kinematograf i Gamla Stockholm var ett filmvisningsrum på Allmänna konst- och industriutställningen 1897 i Stockholm och räknas som Stockholms första biograf. Visningsrummet för bröderna Auguste och Louis Lumières kinematograf låg i utställningens miniatyrstad Gamla Stockholm som existerade under cirka fyra månader. Därefter flyttades utrustningen till Kungsträdgårdsgatan.

## Bakgrund
Före 1890-talet fanns inga fasta filmsalonger i Stockholm. Det existerade inte heller det vi idag kallar för film utan man kunde visa händelser i stereoskop- och skioptikonbilder.  Vid 1800-talets slut fanns i Birger Jarlspassagen en rad med mutoscope (tittskåp med fotografier som gav en illusion av rörelse när de vevades fram). Den 21 juli 1896 visade en fransk fotograf Lumièrs kinematograf med Rörliga kolorerade Fotografier i naturlig storlek i Stockholm. Föreställningen ägde rum på  Kristall-Salongen och Victoria-Teatern i Stockholms Tivoli på Södra Djurgården. Denna "alldeles nya uppfinning"  betecknades som ett underverk. Hösten 1896 förevisades Kinematografen även varje söndag i Sveasalens foajé.

## Stockholms första biograf

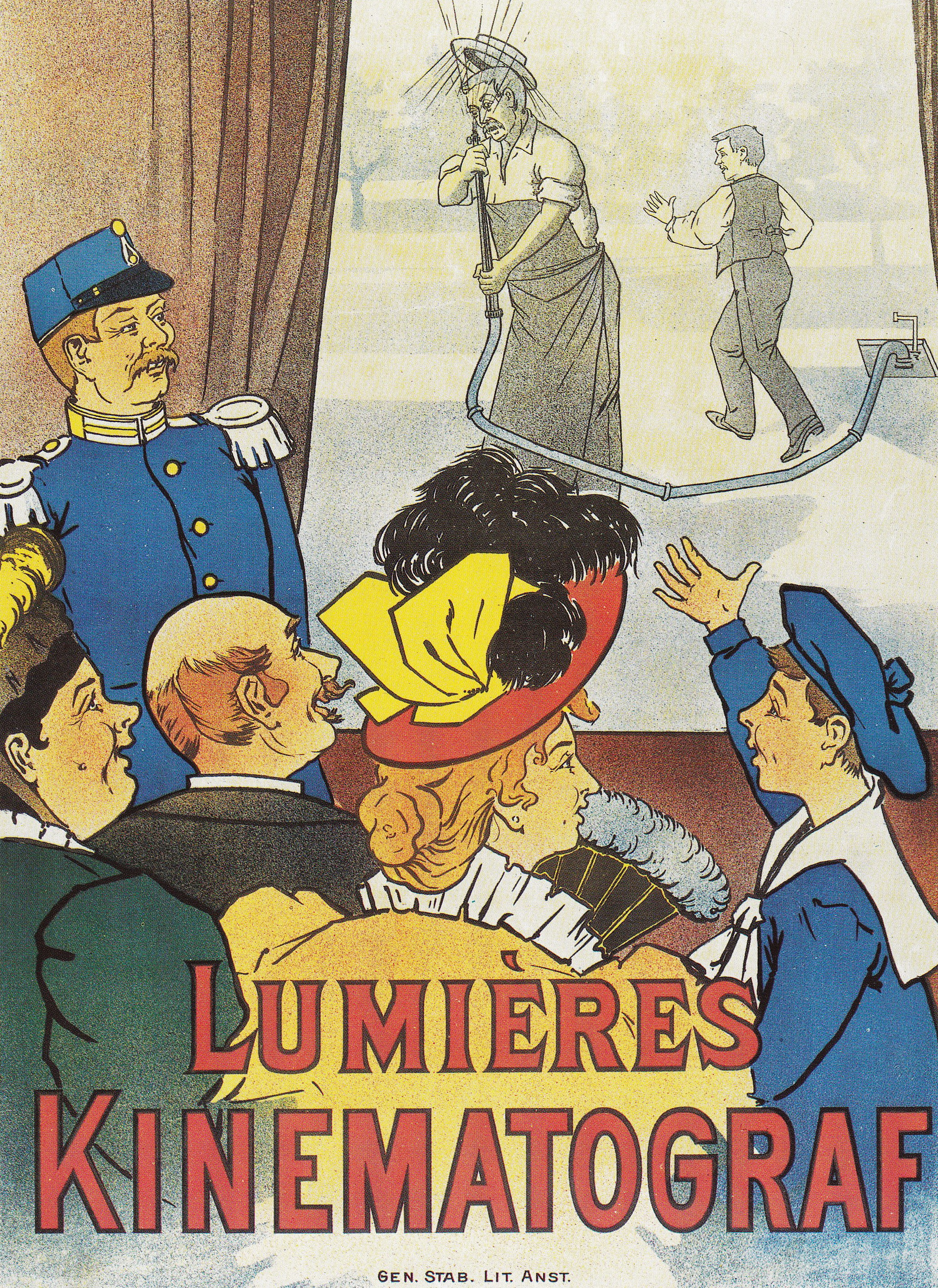
Sveriges första filmaffisch med Trädgårdsmästarens hämnd för Lumières Kinematograf i Gamla Stockholm 1897.

Det stora genombrottet för filmen i Stockholm kom med Allmänna konst- och industriutställningen på sommaren 1897. Bland många attraktioner fanns även visningar av "lefvande bilder". Det skedde i en särskild lokal som låg inom miniatyrstaden Gamla Stockholm och kan ses som stadens första biografsalong. Den hade egen entré från Rosendalsvägen och var iordningställt av apotekaren och fotohandlaren Numa Peterson och hans son Mortimer. Lokalen rymde omkring 60 personer och kallades Lumières Kinematograf i Gamla Stockholm.
Filmförevisningen arrangerades av Numa Peterson, som hade koncession på bröderna Lumières kinematograf och deras filmer i Sverige. Visningsapparaturen, själva kinematografen, tillhandahölls av Numa Petersons Handels och Fabriks AB, där även det aktuella filmmaterialet framkallades. Med på de första filmvisningarna var den franske filmfotografen Alexandre Promio, som för Lumières räkning reste världen runt för att presentera och marknadsföra det nya mediet. Vid sin sida hade han Sveriges första filmfotograf Ernest Florman som hade fått sin utbildning av just Promio.
Entréavgiften var 50 öre för vuxna och 25 öre för barn och programmets längd cirka 15-20 minuter. Filminslagen var i regel bara någon minut långa och bestod huvudsakligen av franska inspelningar som reportage, action, farser och diverse filmtrix. Till filmklassikern hörde Lumières Trädgårdsmästarens hämnd (originaltitel L’arroseur arrosé) från 1895. Handlingen är en trädgårdsmästare som vattnar en trädgård, en pojke trampar på slangen, vattnet stoppas, trädgårdsmästaren ser i slangens munstycke, pojken lyfter på foten, vattnet sprutar igen, trädgårdsmästaren blir blöt, hans hatt flyger all väg, trädgårdsmästaren hämtar pojken som försöker fly och sprutar ner honom. I en annan variant får pojken ett kok stryk. Filmens längd är en knapp minut.

## Visade filmer ur repertoaren (urval)
Flera filmer var nyinspelade av Alexandre Promio och togs sedan upp i Catalogue Lumière.
|  |  |  |  |

|  |  |  |  |

|  |  |  |  |

På Lumières Kinematograf i Gamla Stockholm visades även aktuella filminslag som hade tagits på utställningsområdet eller runtom i Stockholm. Trots att filmsnuttarna var korta blev det ändå stor publiksuccé. 
Här kan nämnas särskilt fyra kortfilmer som spelades in och visades under utställningen och som finns bevarade:
- Konungens af Siam landstigning vid Logårdstrappan  av Ernest Florman.
- Byrakstugan av Ernest Florman.
- H. M. Konungens ankomst till utställningen av  Alexandre Promio
- Slagsmål i Gamla Stockholm av Alexandre Promio

## En ögonvittnes skildring
Kinematografen i Gamla Stockholm blev en stor succé. Anders Hasselgren beskrev i sin bok om Stockholmsutställningen en filmföreställning enligt  följande:
| ” | Vi kommer in i ett ej särdeles stort rum, möblerat med ett antal fasta bänkar […] för övrigt ser vi inget annat än en hvit skärm bredvid ingången och på motsatta väggen ett slags skåp, på hvars framsida syns ett litet hål, tydligen förvaringsstället för apparaten. Vi vända våra blickar mot den hvita skärmen, på hvilken vi i detsamma upptäcka något som rör sig. Vi se telegrafstolpar, hus, klippor, träd, människor dansar öfver skärmen med rasande fart under det landskapet bakom oupphörligt skiftar utseende. Vi äro med på en järnvägsfärd på Saltsjöbadens järnväg – bilderna vi uppfångade är från det framilande bantåget. Pang! Det är slut – skärmen blir åter mörk, och de elektriska lamporna tändas åter. | „ |

## Efter utställningen
Stockholms första biosalong existerade lika länge som Stockholmsutställningen alltså från den 15 maj 1897 till den 3 oktober 1897. En månad efter stängningen flyttades visningsutrustningen till en ny biograflokal med 63 sittplatser som öppnades av Numa Petersons son Mortimer. Den kallades Lumières Kinematograf och låg på Kungsträdgårdsgatan 12 (nuvarande 18) där tidigare gamla Svenska Panoptikon hade hållit till.